# 豊島区立駒込小学校

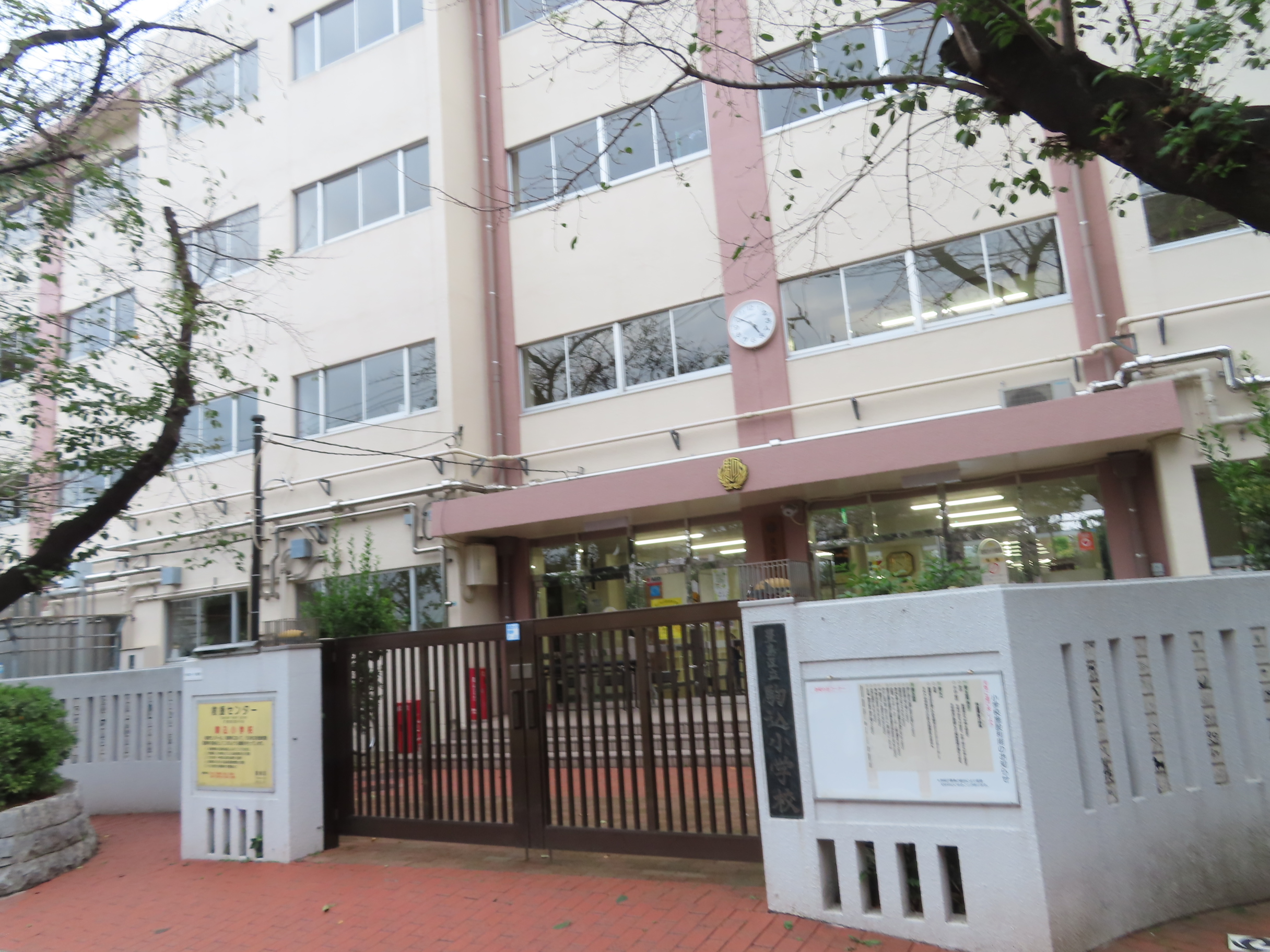
校門（2024年9月）

豊島区立駒込小学校（としまくりつこまごめしょうがっこう）は、東京都豊島区駒込3丁目13-1にある公立小学校。3期制。郡山市立高野小学校と姉妹校であった。
この学校のシンボルのソメイヨシノには『駒桜』と名づけられ、今も親しまれている。地域の文化の学習として、藍染めを実施している。

## 歴史
- 1917年(大正6年)　仰高東尋常小学校を設立
- 1941年(昭和16年)　東京府東京市仰高東国民学校と校名変更
- 1945年(昭和20年)　校舎全焼
- 1947年(昭和22年)　東京都豊島区立仰東小学校と校名変更
- 1949年(昭和24年)　東京都豊島区立駒込小学校を設立
- 1988年(昭和63年)　福島県郡山市立高野小学校（2018年閉校）と姉妹校締結実施

## 校舎
豊島区立駒込小学校の校舎は上空から見るとコの字に折れ曲がっている。また、校舎に一箇所段差があり、これは増築後の耐震工事(2002年)につけられた。体育館(2階)やランチルーム(1階)は2007年に床が張り替えられ、1年1組(1階)、1年2組(1階)、図工室(1階)、家庭科室(1階)、パソコン室(2階)、図書室(2階)、教材室(2階)、椅子倉庫(2階)、体育倉庫(2階)、郷土資料室(当時の2年2組、3階)、現在のこどもスキップ駒込(1階)は2006年、生活科室(当時の2年1組、3階)と当時のランチルーム、体育館で一部分床張替えか一部ドア交換が実施された。またプール(校庭)は平成になってから移設されたもので、校舎中央側トイレ(1～4階)も平成になってから改修されたものである。このように改修が多い訳は、校舎が築33年も経過して、老朽化が進んでいるためである。

## 教育
豊島区立駒込小学校では年3回参観週間(1回目は土曜参観か運動会を参観日に入れる)と年1回の道徳地区公開講座、金曜日6校時目に委員会、クラブ活動をローテーションでまわしている。また、5年に1回、開校記念式典を行い、また、秋の行事として3年ループで学習発表会、音楽会、展覧会の順にまわす。この3つは転出入や欠席をしない限り在学中に2回経験することとなる。

## 犯罪・災害対策
学区域内に不審者が目撃された場合、事件や災害が発生した場合は一部、および全部の児童を集団下校させる。また各々の教室で防犯ブザーを設置して、災害対策として月1回、集団下校訓練、火災避難訓練、地震避難訓練、侵入者対策の避難訓練、東海地震発生時のための引渡し訓練のいずれかを実施する。また、駒込地区の避難場所となっているため、耐震補強をし、防災倉庫には毛布などが蓄えられている。

## 校庭開放
豊島区立駒込小学校では月曜日、木曜日、金曜日は15時30分、火曜日、夏季休業期間は15時00分、水曜日は14時30分、土曜日、日曜日、祝祭日、年末年始を除く冬季休業期間と春季休業期間が午前の部は10時00分・午後の部は13時00より開始。
開始時間に関係なく、3月10日から9月25日は18時00分、9月26日から10月10日と2月13日から3月9日は17時30分、10月11日から10月31日と1月9日から2月12日は17時00分、11月1日から1月8日は16時45分までである。

## 出身者
- くらもちふさこ（漫画家）[1]